# Teoria quantitativa della moneta
La teoria quantitativa della moneta è una teoria economica secondo cui i prezzi generali dei beni sono direttamente proporzionali (se cresce l'uno, cresce l'altra e viceversa) alla quantità di moneta in circolazione nel dato momento.

## Teoria
Per comprendere questa teoria, si deve partire dalla differenza tra domanda ed offerta di moneta.
La domanda di moneta (Md, money demand) è quella parte del reddito che gli individui detengono in forma liquida. Essa si distingue dal risparmio che è dato dalla differenza tra reddito percepito e reddito consumato: la domanda di moneta è quindi una delle forme in cui il reddito può essere detenuto.
Ogni volta che ci offrono un bene, viene chiesta in cambio della moneta.
Se indichiamo con x i vari beni e con p il prezzo di questi, possiamo dire che la domanda di moneta è
{\displaystyle Md=\sum x_{i}p_{i}}
Indichiamo allora con T la somma delle quantità dei beni prodotti e scambiati e possiamo dire che Md = P*T, dove P è il livello generale dei prezzi.
L'offerta di moneta (Ms, money supply) è data dalla quantità di biglietti di banca messi in circolazione dalla banca centrale (M) per la velocità di circolazione della moneta (V). 
Ms = M*V
La condizione di equilibrio è 
Md = Ms
P*T = M*V
P = M*V / T
V e T secondo Fisher sono costanti. V sarebbe costante perché essendo la velocità di circolazione della moneta, e poiché nella teoria classica la moneta è solo un mezzo di intermediazione degli scambi, V dipende dalle abitudini dei consumatori. Poiché esse non cambiano nel breve periodo V è costante poiché è costante la giacenza media della moneta, che è il reciproco della velocità di circolazione della moneta.
T è costante perché nella teoria classica si immagina un sistema in piena occupazione delle risorse. 
Se V e T sono costanti allora vi sarà un rapporto tra M e P tale per cui all'aumentare di M aumenta P.
Sostanzialmente, in virtù del fatto che la moneta nella teoria classica è solo un mezzo di intermediazione degli scambi, un aumento della quantità di moneta in circolazione ha la conseguenza di far aumentare la domanda globale dei beni. Siccome il sistema opera già in piena occupazione e quindi non può espandere la produzione, a questo aumento di domanda consegue l'aumento dei prezzi.
L'inflazione (aumento di P, prezzi) dipende da una sola grandezza, la quantità di moneta in circolazione, che perde di valore all'aumentare dei prezzi.
Inoltre la teoria presuppone che la moneta sia neutrale, ovvero non abbia influenza sulle variabili reali, come il reddito, ma solo sulle grandezze monetarie. La moneta sarebbe quindi un velo che copre gli scambi, i fenomeni reali.

## Scuola di Cambridge
La scuola di Cambridge rivede questa teoria e apporta delle modifiche, introducendo una nuova formula che essenzialmente pone in relazione la quantità di moneta M col reddito.
M = PKY
laddove:
K = la percentuale di reddito che gli individui detengono in forma liquida
Y = reddito reale
quindi P = M / (KY), quindi se la parte di reddito detenuta in forma liquida diminuisce, il livello dei prezzi aumenta (minore ritenzione di moneta = maggiore consumo = aumento di prezzi).
Tra l'equazione di Fisher e l'equazione della scuola di Cambridge cambia solo il modo di studiare il mercato: in quella di Fisher si afferma che il valore degli esborsi corrisponde al valore delle spese; in quella della scuola di Cambridge si afferma che la moneta viene detenuta in quota fissa sul livello del reddito nazionale.
In entrambe le versioni resta fermo che tra M e P c'è una relazione diretta.
John Maynard Keynes criticherà anche questa teoria in quanto egli dà alla moneta anche la funzione di "fondo di valore", cioè di deposito di ricchezza, oltre alla funzione di intermediaria degli scambi che già le era stata attribuita. 
Secondo Keynes V e T non sono costanti. V non è costante perché K dell'equazione di Cambridge può variare e quindi può variare anche V essendo il suo reciproco. T non è costante perché varia al variare degli investimenti attraverso il meccanismo del moltiplicatore. Negando la costanza di V e T Keynes spezza il legame sostenuto da Fisher tra quantità di moneta in circolazione e livello dei prezzi, perché se un aumento della quantità di moneta in circolazione viene compensato da una diminuzione di V, i prezzi non cambiano. 
Per Keynes la domanda di moneta può essere: a scopo transazionale, precauzionale o speculativo. Maggiore sarà il reddito e maggiore sarà la domanda di moneta a scopo transazionale e precauzionale. La domanda di moneta a scopo speculativo è funzione decrescente del tasso di interesse. Keynes si riferiva alle obbligazioni, che sono titoli a reddito fisso. Quando il prezzo delle obbligazioni aumenta, il tasso di interesse diminuisce. Viceversa, quando il prezzo delle obbligazioni diminuisce e il tasso di interesse aumenta, gli speculatori acquistano le obbligazioni se prevedono che di lì a poco il tasso di interesse diminuirà e quindi il prezzo delle obbligazioni aumenterà. In tal caso gli speculatori rivenderanno le obbligazioni speculando, appunto, sulla differenza tra il prezzo a cui avevano comprato le obbligazioni (che era più basso) e il nuovo prezzo (aumentato perché è diminuito il tasso di interesse) a cui le venderanno.
Una critica ancora più radicale viene portata dai teorici della moneta endogena. Secondo questi economisti l'identità di Fisher MV = PQ va letta al contrario: è il livello dei prezzi a determinare la quantità di moneta in circolazione, e non viceversa.

## Storia

Richard Cantillon, Saggio sulla natura del Commercio in generale (Essai sur la nature du commerce en général, 1755)

I mercantilisti ritenevano che se MV = PT (moneta per velocità di circolazione della stessa = prezzo per numero delle transazioni), un aumento della moneta circolante avrebbe portato ad un aumento di T (transazioni) e non di P (prezzi).
Era la fase del bullionismo, secondo cui la ricchezza delle nazioni si misurava dalla quantità di moneta e metalli preziosi da esse posseduti.
Determinante era allora la bilancia commerciale con l'estero.
Thomas Mun (1571-1641), mercante della Compagnia delle Indie, sviluppò questo concetto e, parlando della bilancia commerciale inglese, precisò che non si doveva guardare al deficit dell'Inghilterra con l'Oriente (fuoriuscita di metallo prezioso per l'acquisto di materie prime), bensì alla bilancia commerciale complessiva con gli altri paesi in quanto le materie prime divenivano merci lavorate che erano poi esportate all'estero con un rientro maggiore di metallo.
Richard Cantillon (1680-1734), economista francese di origini irlandesi, nel suo saggio Saggio sulla natura del Commercio in generale (Essai sur la nature du commerce en général, 1755) sosteneva che: “il denaro è necessario per la circolazione delle merci, i metalli preziosi non coincidono con la ricchezza ed il fabbisogno di denaro coincide col valore degli scambi e dalla velocità di circolazione del denaro. Il tasso di interesse non è altro che il rapporto tra domanda e offerta di fondi a prestito”. Teorizzando, alla fine, l’esistenza di un moltiplicatore. 
David Hume (1711-1776), che con Mun può essere considerato il fondatore della teoria quantitativa della moneta, osservò che la bilancia commerciale non può essere sempre in attivo.
Ciò infatti comporta un afflusso di oro che avrebbe provocato un aumento dei prezzi interni e reso meno competitive le esportazioni.